# Данбар, Эдвард
Эдвард («Эдди») Данбар (англ. Edward Dunbar; род. 1 сентября 1996, Бантир,
Ирландия) — ирландский профессиональный шоссейный велогонщик, выступающий за команду Мирового тура «Mitchelton-Scott».